# Vincent Van Hemelen
Vincent Van Hemelen, né le 2 novembre 2000 à Herentals, est un coureur cycliste belge. Il est membre de l'équipe Flanders-Baloise.

## Palmarès et résultats

### Palmarès par année
- 2018
  - 3e du Tour des Flandres juniors
- 2021
  - Champion de la province d'Anvers du contre-la-montre espoirs
  - 2ea étape du Tour de Moselle (contre-la-montre par équipes)
  - 2e du Tour du Brabant flamand
  - 2e du Saint-Brieuc Agglo Tour
  - 2e du Tour de Moselle
  - 3e du Flanders Tomorrow Tour
- 2022
  - Champion de la province d'Anvers du contre-la-montre espoirs
  - Coppa Zappi[1],[2]
  - Omloop der Zevenheuvelen
  - 2e du Wim Hendriks Trofee
  - 2e du H4a Beloften Weekend
  - 3e de la course de côte Herbeumont
- 2025
  - 2e du Grand Prix La Marseillaise

### Classements mondiaux
| Année                                 | 2021  | 2022  | 2023  | 2024  |
| ------------------------------------- | ----- | ----- | ----- | ----- |
| Classement mondial                    | 1390e | 1042e | 2336e | 1239e |
| UCI Europe Tour                       | 989e  | 747e  | nc    | nc    |
|                                       |       |       |       |       |
| Légende : nc = non classéSource : UCI |       |       |       |       |